# Кога (град)
Кога (јап. 古河市) град је у Јапану у префектури Ибараки. Према попису становништва из 2005. у граду је живело 145.265 становника.

## Становништво
Према подацима са пописа, у граду је 2005. године живело 145.265 становника.
| 1995.   | 2000.   | 2005.   |
| ------- | ------- | ------- |
| 146.010 | 146.452 | 145.265 |